# Alberto Curi
Adir José "Alberto" Curi (Caxambu, 10 de outubro de 1926 - 27 de novembro de 1998) foi locutor, narrador e apresentador brasileiro de rádio e televisão.

## Biografia
Nasceu em na cidade mineira de Caxambu, filho do comerciante José Kalil Curi e de Maria Curi. Teve sete irmãos, entre eles, o narrador esportivo Jorge Curi e o cantor e compositor Ivon Curi.
Começou no rádio, em 1944, na vaga de seu irmão Jorge, que havia se transferido para o Rio de Janeiro com o intuito de assinar contrato com a Rádio Nacional. Quatorze anos depois, também Alberto se transferiu para a capital federal, contratado como locutor pela mesma emissora. Sete meses depois, transferiu-se para a Rádio Jornal do Brasil, onde ficou por treze anos, de 1959 a 1972. Paralelamente, foi contratado pela Agência Nacional do Governo Federal, pela qual transmitiu cerimônias oficiais importantes realizadas no Brasil, especialmente durante o período do regime militar, como a instituição do Ato Institucional Nº 5, irradiada em cadeia nacional de rádio e televisão.
Participou de inúmeros programas de televisão, entre eles Grandes reportagens e Diário de um repórter, crônica diária escrita por David Nasser e apresentada antes do famoso Repórter Esso, e o Programa Flávio Cavalcanti. Foi diretor da Rádio Tupi AM e, aposentado (1993), voltou para sua cidade natal, onde faleceu aos 72 anos, vítima de problemas cardíacos. Seu corpo foi sepultado no Cemitério de Caxambu.